# 術中迅速病理診断
術中迅速病理診断（じゅつちゅうじんそくびょうりしんだん）とは、外科手術や内視鏡手術時に行われる病理診断。手術中の限られた時間内に病変部の性質、たとえば腫瘍が良性か悪性かなどを決めたり、転移や病変部の取り残しがないかになどついて調べる。

## 解説
手術中に診断したい病変部分をメスなどで切り取って採取し迅速病理標本を作製する。採取された材料を液体窒素で凍結し、組織凍結ミクロトームで数μmの厚さに膜状に薄く切り、プレパラートに貼り付け染色したものが迅速病理標本である。凍結標本の代わりに細胞診標本(術中迅速細胞診標本)を作成することもある。
病理医が顕微鏡で観察して病理診断を行う。しかし応急的な標本であるため、通常のパラフィン包埋の工程を経て作った病理標本よりは診断しにくく、迅速病理診断とパラフィン標本での病理診断に差異がありうる。絶対的医行為であり高い技能が要求される特殊な病理診断である。術中迅速病理検査ということもあるが、正しくは術中迅速病理診断。
術中採取された腹水や腹膜を擦って得られた細胞診検体を用いる場合は術中迅速細胞診断と呼ばれる。たとえば胃がんの腹膜転移を手術中に診断することができる。

### 患者等のメリット
手術中の病理診断結果に基づいて、手術範囲の決定や、手術方法もより適切な選択が期待できる。
肺にこぶがあるとき、迅速病理診断の結果、悪性であると判明した時点で肺切除手術などをおこない、良性であれば大掛かりな手術を行なわなくすむため、術中に良性悪性を判断可能となれば手術回数も減少し、術中迅速病理診断は患者負担や医療費の低減に寄与する。
手術治療方針や切除範囲決定は外科医によって行われ、術中迅速病理診断は必須項目ではないが、たとえば病変境界の分かりにくい一部の症例では取り残しがないことを確認するために術中迅速病理診断が必要となる。
ほかにも臨床的腋窩リンパ節転移陰性乳癌の外科治療ではセンチネルリンパ節生検を実施し、センチネルリンパ節転移陰性ならば腋窩リンパ節郭清が省略できるとされている。術中迅速病理診断を行わず腋窩リンパ節郭清を実施する治療法に比較して、術後の合併症および上肢機能障害が少なく、QOLが改善される。

### 医療費削減効果
外科手術等では術中迅速病理診断によって、たとえばしこりが悪性であることが手術中に分かれば1回の手術ですむが、術中迅速病理診断の用意がない場合は生検のための手術が行われ、病理診断を待って、2回目の手術が行われる。術中迅速病理診断によって手術回数や入院日数などが少なくなり医療費削減効果がある。
また悪性腫瘍等では手術中に取り残しがないことを確認することで再発可能性が低くなり、術中迅速病理診断が医療費削減に寄与すると考えられている。

### 医療機関が広告することができる
医療機関の広告において「術中迅速診断を行い、可能な限り温存手術を行います。」のように記載することができるようになった。医療施設の広告をみれば術中迅速病理診断が行われているかどうか分かる場合がある。

### 遠隔病理診断として
病理医の不在地域等では通信回線を介して顕微鏡画像を観察し遠隔術中迅速病理診断が行われることもある。